# Ајмен
Ајмен (њем. Eimen) општина је у њемачкој савезној држави Доња Саксонија. Једно је од 32 општинска средишта округа Холцминден. Према процјени из 2010. у општини је живјело 1.023 становника. Посједује регионалну шифру (AGS) 3255012.

## Географски и демографски подаци
Ајмен се налази у савезној држави Доња Саксонија у округу Холцминден. Општина се налази на надморској висини од 188 метара. Површина општине износи 16,3 km². У самом мјесту је, према процјени из 2010. године, живјело 1.023 становника. Просјечна густина становништва износи 63 становника/km².

## Међународна сарадња
| Мјесто | Држава    | Врста сарадње | Од    |
| ------ | --------- | ------------- | ----- |
|        | Француска | контакт       | 1985. |
| Извор  |           |               |       |